# Was Gott tut, das ist wohlgetan, BWV 99
Was Gott tut, das ist wohlgetan, BWV 99 (Tot el que Déu fa, està ben fet), és una cantata religiosa de Johann Sebastian Bach per al quinzè diumenge després de la Trinitat, estrenada a Leipzig el 17 de setembre de 1724.

## Origen i context
L'autor, anònim, es basa en l'himne de Samuel Rodigast (1674) que li dona títol; la primera i l'última estrofa passen a ser, literalment, el primer i últim número de la cantata, mentre que en els altres números es fa una adaptació lliure de les altres estrofes. Es conserven altres dues cantates amb el mateix títol, l'anterior i posterior en el catàleg compostes posteriorment, la BWV 98 l'any 1726 i la BWV 100 entre 1732 i 1735.
El tema de la cantata està molt relacionat amb l'evangeli el dia Mateu (6, 24-34) dedicat al fragment del Sermó de la muntanya, en què Jesús proposa als creients posar-se en mans de la Providència: “ No us preocupeu per a vostra vida, pensant què menjareu o què beureu […] No us preocupeu, doncs, pel demà, que el demà ja es preocuparà d'ell mateix”; de fet l'himne de Rodigast és una paràfrasi d'aquestes idees. Per a aquest diumenge es conserven dues altres cantates, la BV 51 i la BWV 138.

## Anàlisi
Obra escrita per a soprano, contralt, tenor, baix i cor; trompa, flauta travessera, oboè d'amor, corda i baix continu. Consta de sis números.
1. Cor: Was Gott tut, das ist wohlgetan (Tot el que Déu fa, està ben fet)
2. Recitatiu (baix): Sein Wort der Wahrheit stehet fest (La seva paraula s'aferma en la veritat)
3. Ària (tenor): Erschüttre dich nur nicht, verzagte Seele (No tremolis, doncs, ànima descoratjada)
4. Recitatiu (contralt): Nun, der von Ewigkeit geschloss'ne Bund (Ara, l'aliança segellada per l'Eternitat)
5. Ària (duet de soprano i baix):Wenn des Kreuzes Bitterkeiten (Quan l'amarga tristor de la creu)
6. Coral: Was Gott tut, das ist wohlgetan (Tot el que Déu fa, està ben fet)

En el cor inicial el conjunt instrumental s'organitza a la manera d'un concerto grosso amb un concertino que agrupa la flauta, l'oboè d'amor i el primer violí, per la seva banda el soprano, reforçat per la trompa, fa el contrapunt; 
En el recitatiu següent de baix, destaca l'”arioso” sobre la paraula wenden (foragitar) de l'última frase. L'ària de tenor, número 3, igual que en el primer i cinquè números, hi destaca el paper de la flauta, de gran virtuosisme, indicant que Bach devia disposar en aquella tardor de 1724 d'un flautista excel·lent. El recitatiu de baix, número 4, acaba com l'altre amb un arioso sobre l'última paraula erscheinet (mostrar). El número 5, és un duet de soprano i contralt al que s'hi contraposa un altre de la flauta i l'oboè; 
En el coral final se sent la melodia de Severus Gastorius, que ja s'ha sentit en el cor inicial, reforçada per la flauta, oboè, trompa i violí; el cor només intervé per doblar la veu del soprano. Té una durada aproximada d'uns vint minuts.

## Discografia seleccionada
- J.S. Bach: Das Kantatenwerk. Sacred Cantatas Vol. 5. Nikolaus Harnoncourt, Tölzer Knabenchor (Gerard Schdmit-Gaden, director), Concentus Musicus Wien, Wilhelm Wiedl (solista del cor), Paul Esswood, Kurt Equiluz, Philippe Huttenlocher. (Teldec), 1994.
- J.S. Bach: The complete live recordings from the Bach Cantata Pilgrimage. CD 41: Unser Lieben Frauen, Bremen; 28 de setembre de 2000. John Eliot Gardiner, Monteverdi Choir, English Baroque Soloists, Malin Hartelius, William Towers, James Gilchrist, Peter Harwey. (Soli Deo Gloria), 2013.
- J.S. Bach: Complete Cantatas Vol. 12. Ton Koopman, Amsterdam Baroque Orchestra & Choir, Lisa Larsson, Annette Markert, Christoph Prégardien, Klaus Mertens. (Challenge Classics), 2005.
- J.S. Bach: Cantatas Vol. 25. Masaaki Suzuki, Bach Collegium Japan, Yukari Nonoshita, Daniel Taylor, Makoto Sakurada, Peter Kooij. (BIS), 2004.
- J.S. Bach: Church Cantatas Vol. 31. Helmuth Rilling, Gächinger Kantorei, Bach-Collegium Stuttgart, Arleen Augér, Helen Wats, Lutz-Michael Harder, John Brocheler. (Hänssler), 1999.
- J.S. Bach: Actus Tragicus, BWV 106, 131, 99, 56, 82 & 158. Joshua Rifkin, The Bach Ensemble, Julianne Baird, Allan Fast, Frank Kelley, Jan Opalach. (Decca), 1998.